# 몬 단결당

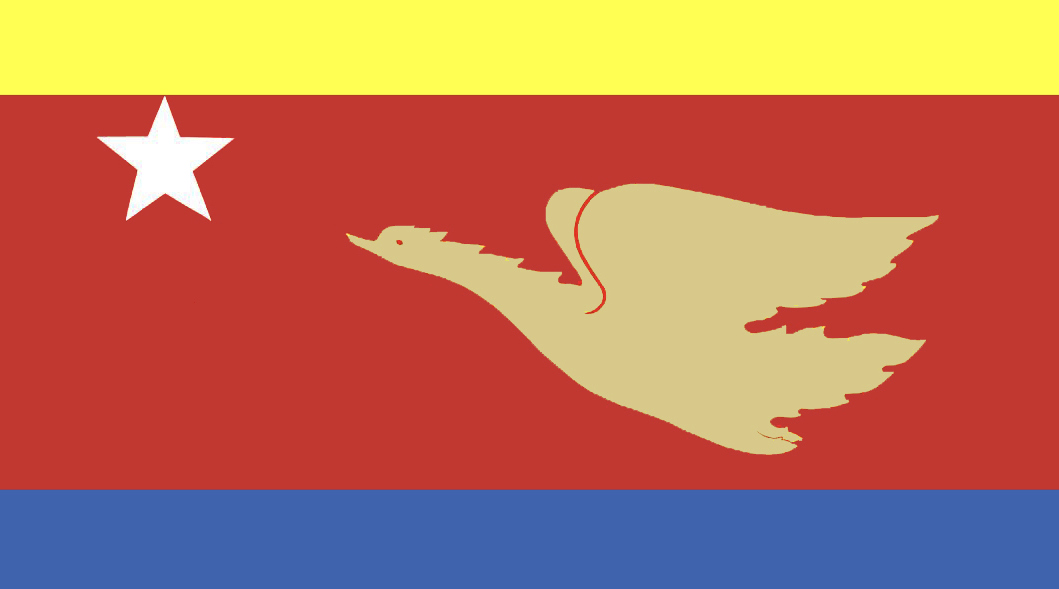
몬 단결당기

몬 단결당(ဗော်ညဳသၟဟ်မန်, 버마어: မွန်ညီညွတ်ရေးပါတီ)은 미얀마의 정당이다.